# Habronattus captiosus
Habronattus captiosus är en spindelart som först beskrevs av Willis J. Gertsch 1934.  Habronattus captiosus ingår i släktet Habronattus och familjen hoppspindlar. Inga underarter finns listade i Catalogue of Life.